# Parc du chemin de fer d'Ōme
Le parc du chemin de fer d'Ōme (青梅鉄道公園, Ōme Tetsudō Kōen) est un musée ferroviaire situé dans la ville d'Ōme, à Tokyo au Japon.
Le musée est la propriété de la East Japan Railway Culture Foundation, un organisme sans but lucratif dépendant de la compagnie JR East.

## Histoire
Le musée a ouvert le 19 octobre 1962 pour célébrer les 90 ans de l'arrivée du chemin de fer au Japon.

## Collection

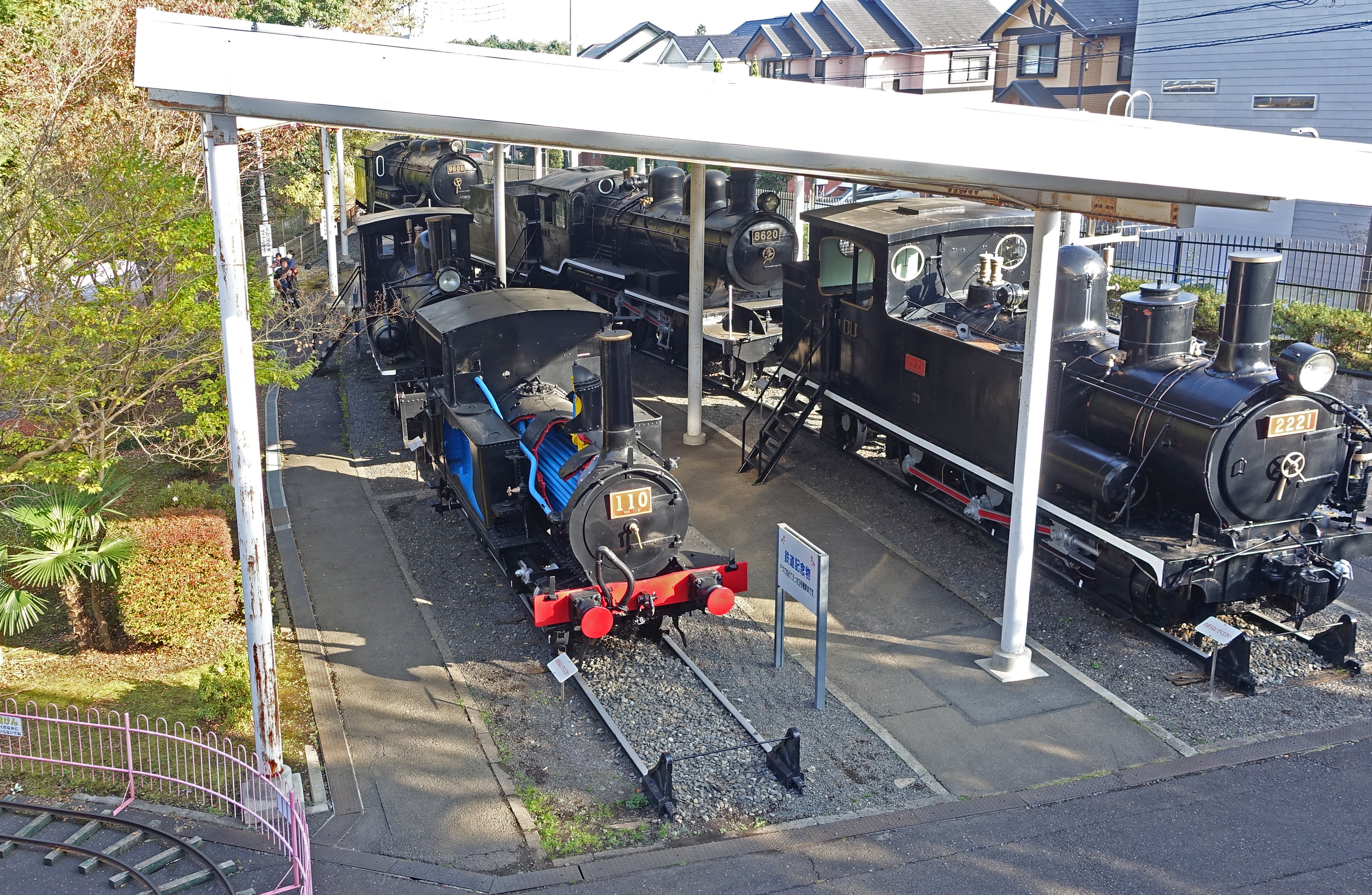
Locomotives à vapeur exposées à l'extérieur.

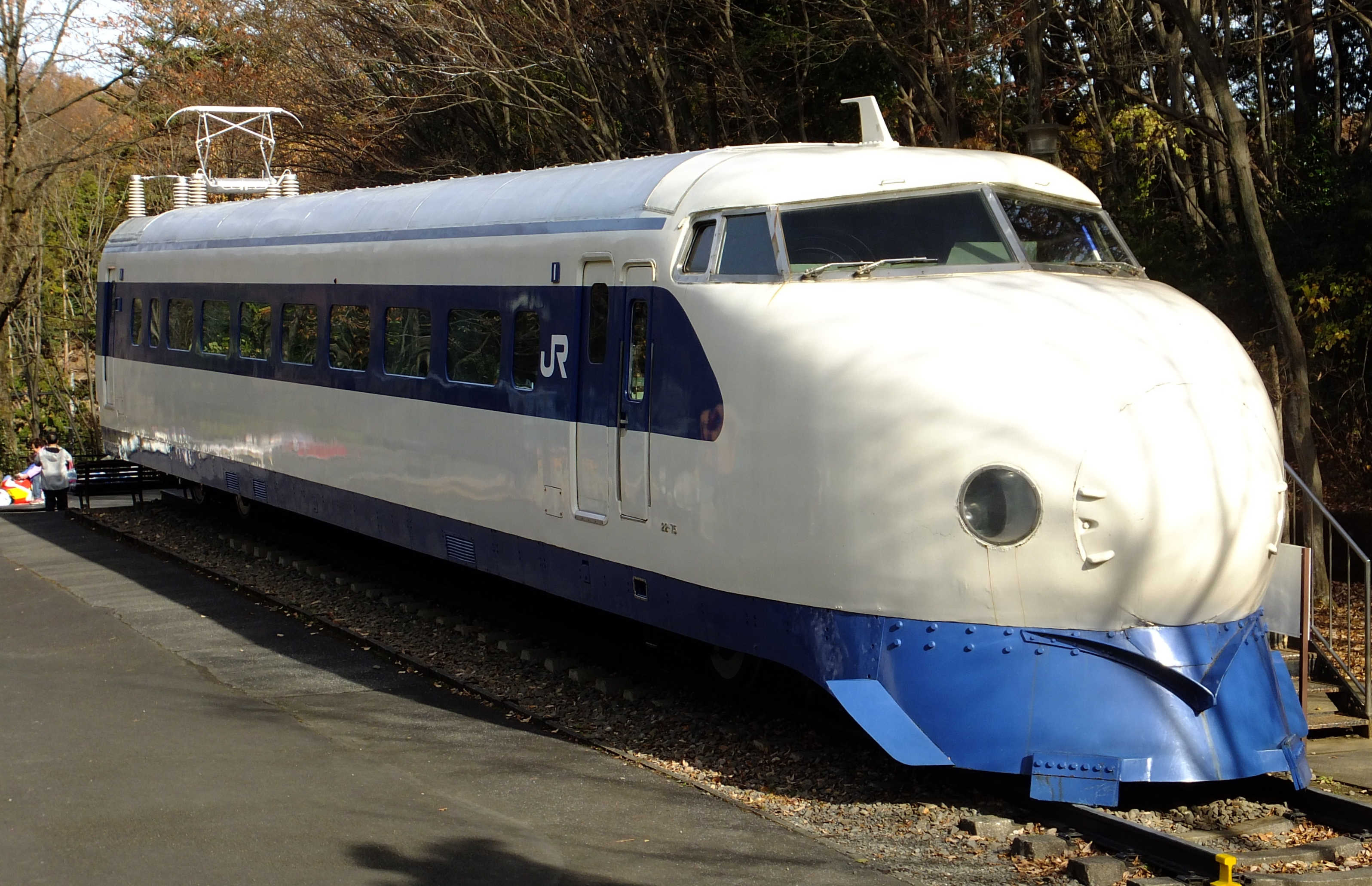
Shinkansen 0.

Le musée comprend un bâtiment avec des espaces d'exposition, de nombreux modèles réduits, un grand diorama, des simulateurs de conduite et une terrasse panoramique.
Plusieurs locomotives à vapeur, une ancienne locomotive électrique et une voiture de Shinkansen sont exposées à l'extérieur. 
| Modèle             | Numéro  | Constructeur                             | Année de construction | Type                  |
| ------------------ | ------- | ---------------------------------------- | --------------------- | --------------------- |
| JGR Class 5500     | 5540    | Beyer-Peacock                            | 1897                  | Locomotive à vapeur   |
| JGR Classe 2120    | 2221    | North-British locomotive company limited | 1905                  | Locomotive à vapeur   |
| JNR Classe 9600    | 9608    | Kawasaki Dockyard                        | 1913                  | Locomotive à vapeur   |
| JGR Classe 8620    | 8620    | Kisha Seizo                              | 1914                  | Locomotive à vapeur   |
| JNR Classe ED16    | ED16 1  | Mitsubishi                               | 1931                  | Locomotive électrique |
| JNR Classe C11     | C11 1   | Kisha Seizo                              | 1932                  | Locomotive à vapeur   |
| JNR Classe D51     | D51 452 | Kisha Seizo                              | 1940                  | Locomotive à vapeur   |
| JNR Classe E10     | E10 2   | Kisha Seizo                              | 1948                  | Locomotive à vapeur   |
| Shinkansen série 0 | 22-75   | Kisha Seizo                              | 1969                  | Shinkansen            |